# Pieprz i wanilia
Pieprz i wanilia – popularny telewizyjny program podróżniczy emitowany przez TVP, a realizowany i prowadzony przez Tony’ego Halika i Elżbietę Dzikowską. Program ten był na antenie przez ponad dwadzieścia lat i liczył ponad trzysta odcinków. Jest najdłuższym dokumentalnym serialem Telewizji Polskiej. Wyświetlane filmy nagrywane były głównie dla amerykańskich sieci telewizyjnych.
Jego wcześniejsze serie zatytułowane były: Tam, gdzie pieprz rośnie oraz Tam, gdzie rośnie wanilia.
Program rozpoczynał się prezentacją materiału filmowego z podróży, opatrzonego komentarzem pary autorów, a następnie toczyła się rozmowa prowadzących, przetykana kolejnymi fragmentami filmu. Rozmowę urozmaicały m.in. prezentacja pamiątek i rekwizytów z danej wyprawy. Okazjonalnie prowadzący gościli też innych podróżników. Na antenie odpowiadali także na listy widzów.
O sile programu stanowiły niebanalne osobowości prowadzących i przystępność w przedstawianiu materiałów z podróży, bogato dokumentowanych źródłami etnograficznymi i antropologicznymi. Fenomen programu na pewno również polegał na tym, że pojawił się on na antenie i największą popularność zyskał w czasach, gdy Polacy nie mogli swobodnie podróżować. Reglamentacja paszportów i ograniczenia w swobodnym poruszaniu się po świecie dotykające obywateli PRL, dodatkowo wzmacniały siłę programu, który stawał się dla widzów swoistym „oknem na świat”.
W 1998 roku, po śmierci Tony’ego Halika, większość przedmiotów prezentowanych w programach (224 eksponaty) została przekazana przez Elżbietę Dzikowską w darze Państwowemu Muzeum Etnograficznemu, a pozostałe znalazły się w toruńskim Muzeum Podróżników im. Tony’ego Halika.
W maju 2015 roku program powrócił, ale do TVN 24 Biznes i Świat.